# 주파 오구르코바
주파 오구르코바(폴란드어: zupa ogórkowa)는 오이와 감자를 사용하여 만드는 수프이다. 상황에 따라 감자 대신 쌀을 이용하여 만들기도 한다.
오이 수프는 주재료로 오이를 이용한 수프로 다양한 요리가 존재한다. 오이 수프에 사용되는 오이는 크게 신선한 오이와 절인 오이의 두 가지로 나뉜다.

## 갤러리

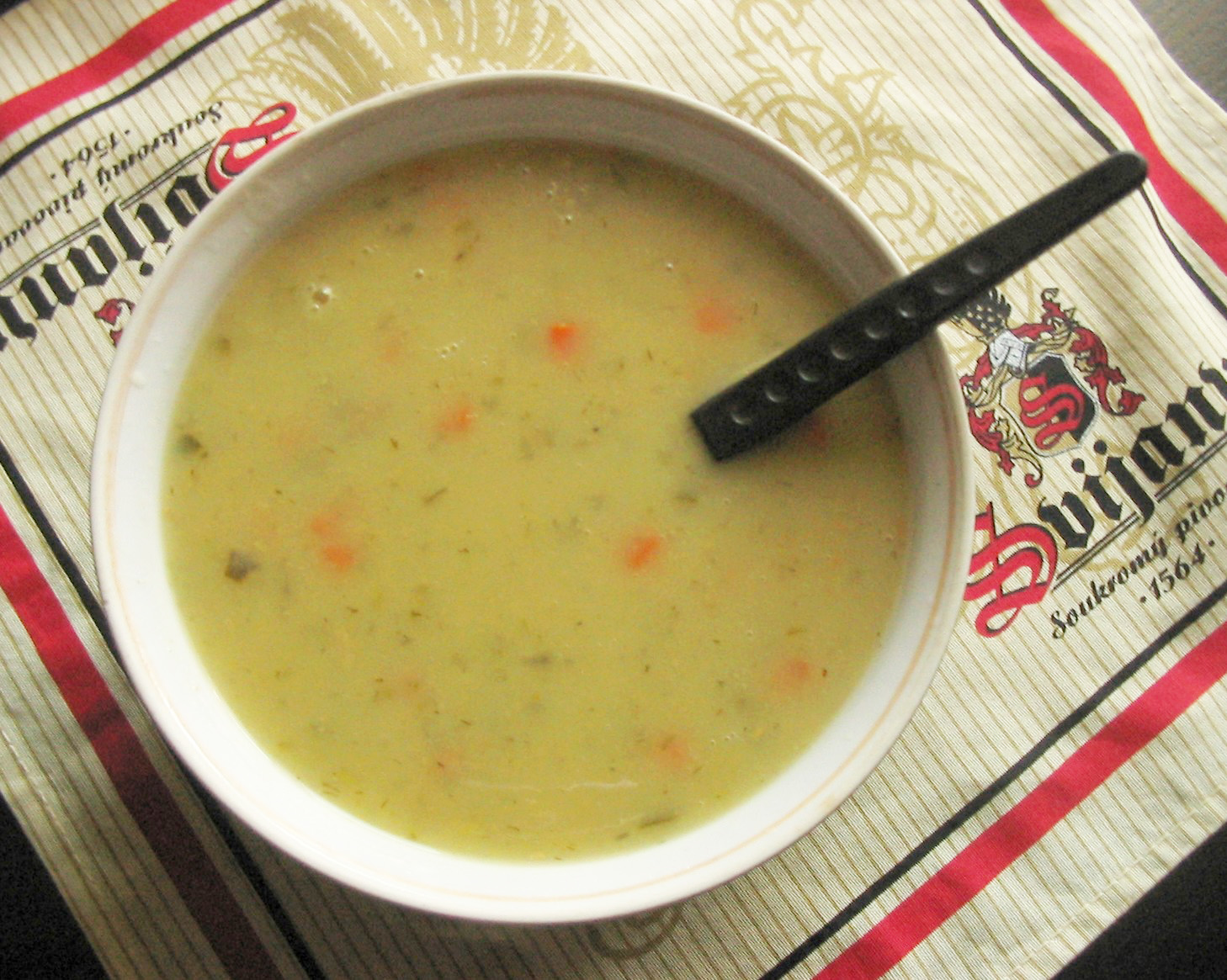
폴란드 오이 수프
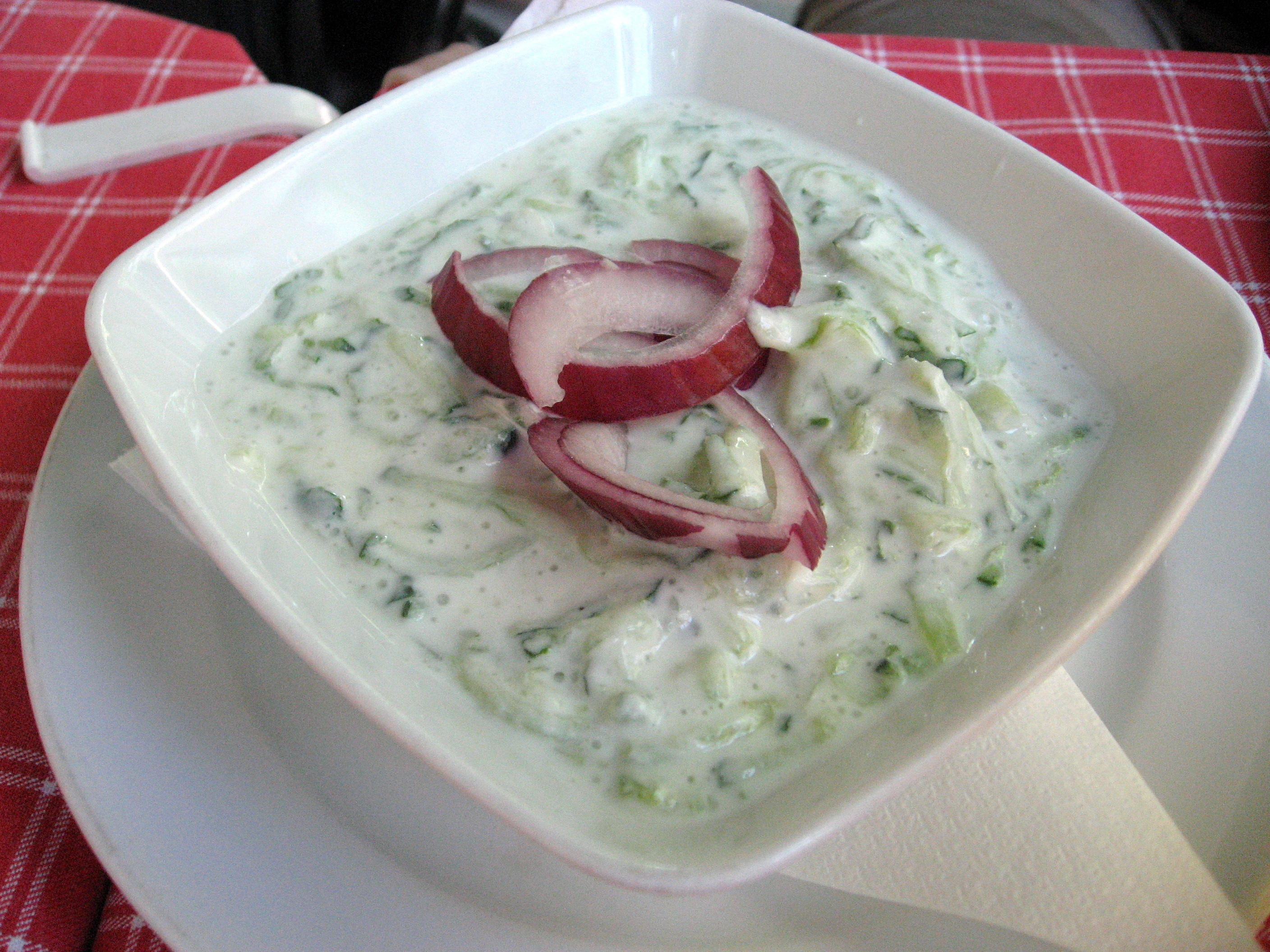
헝가리 오이 수프
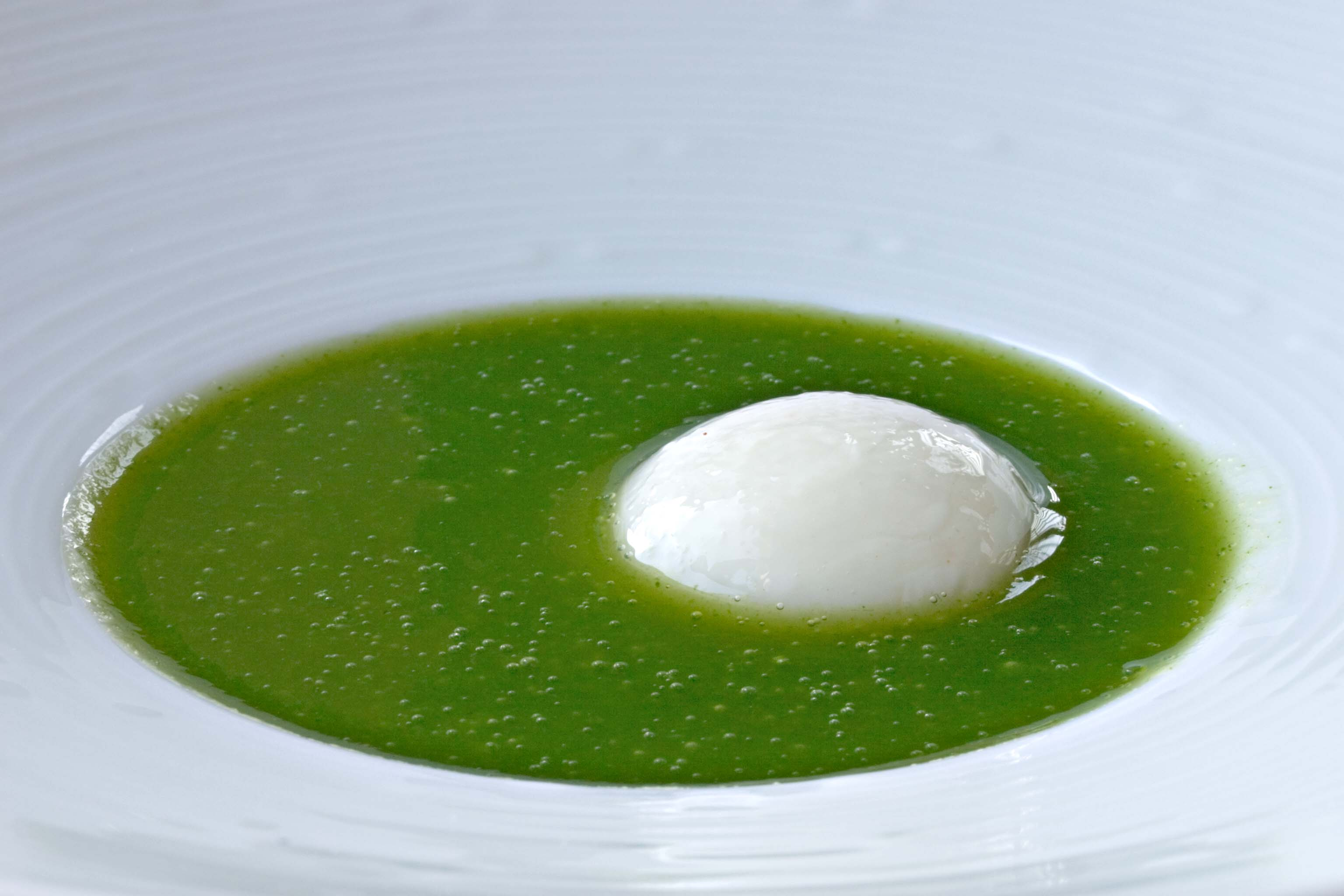
요구르트 덤플링 오이 민트 수프
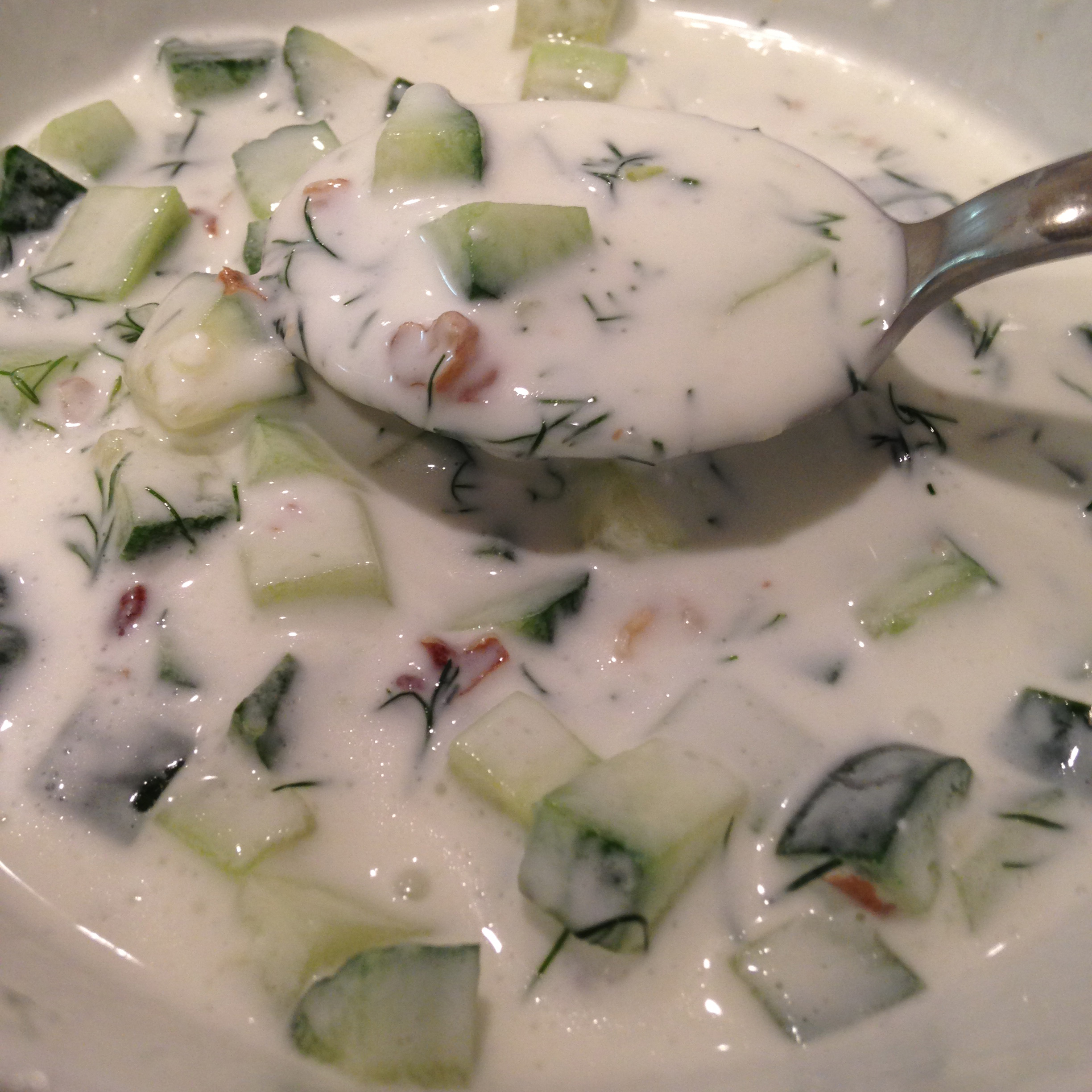
불가리아 타라토르
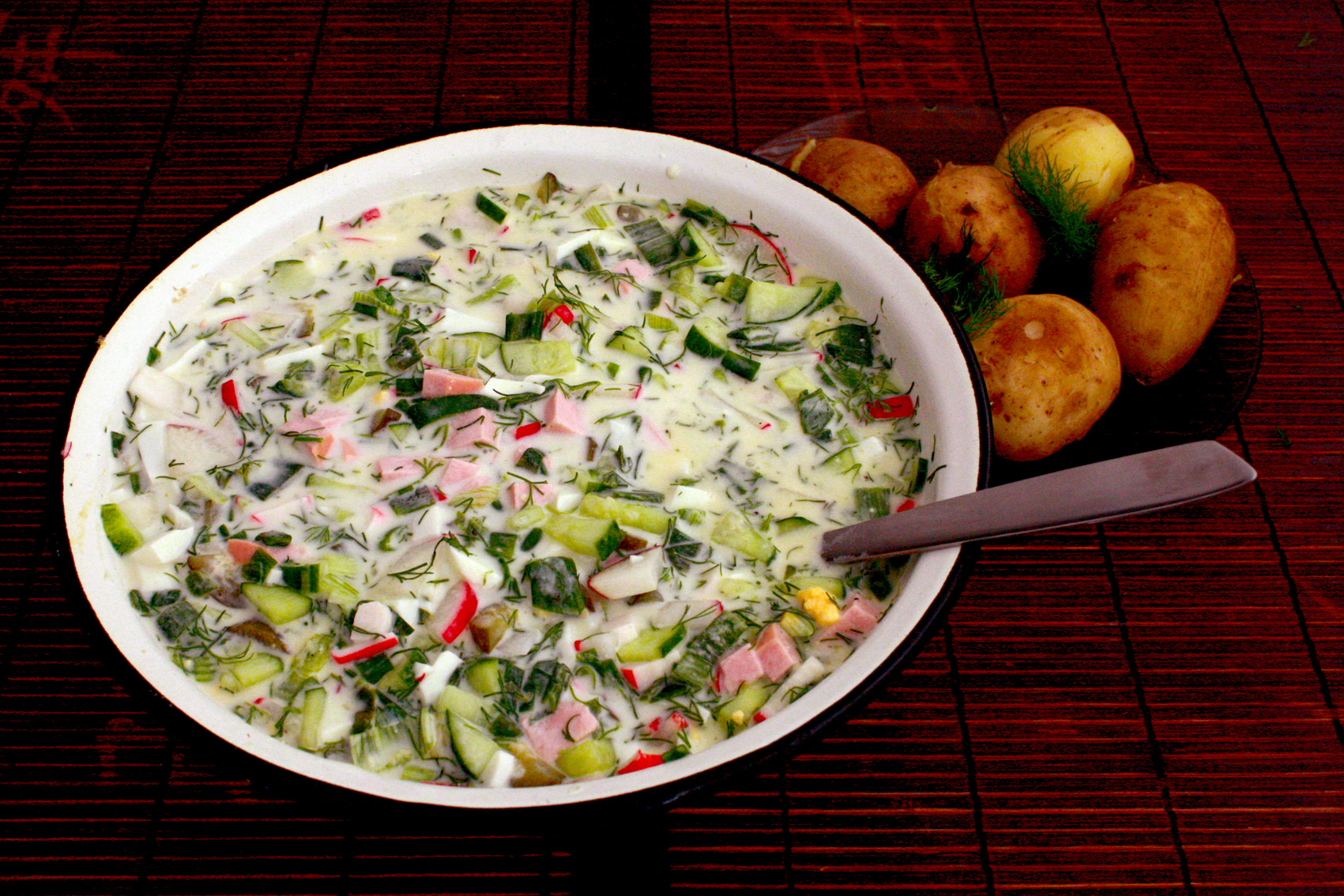
러시아 오크로시카

## 같이 보기
- 오이 주스
- 오이 소다
- 오이 샌드위치